# Ulica Murna w Poznaniu
Ulica Murna (w latach 1878-1919 i 1939-1946 „Mauerstrasse”) – ulica w Poznaniu na Starym Mieście. Swój bieg zaczyna przy ulicy Paderewskiego, a kończy na skrzyżowaniu z Kozią.
Nazwa ulicy pochodzi od przebiegającego w pobliżu muru miejskiego. Niemiecka urzędowa nazwa została nadana w 1878, a polska 16 czerwca 1919 roku.
W nieistniejącej kamienicy pod numerem czwartym urodził się Arkady Fiedler.